# Eliminatórias da Copa do Mundo FIFA de 2018
As eliminatórias da Copa do Mundo FIFA de 2018 consistiram em uma série de torneios organizados pelas seis confederações afiliadas à Federação Internacional de Futebol (FIFA) para definir 31 vagas para a máxima competição de futebol. As disputas começaram em 2015 e se encerraram em 15 de novembro de 2017. Cada região contou com um sistema específico de classificação, com critérios estabelecidos por cada confederação. O sorteio final foi realizado em 25 de julho de 2015.

## Distribuição das vagas por continente
| Confederação | Vagas diretas | Vagas na repescagem |
| ------------ | ------------- | ------------------- |
| UEFA         | 13 (+1)       | 0                   |
| CAF          | 5             | 0                   |
| CONMEBOL     | 4             | 1                   |
| AFC          | 4             | 1                   |
| CONCACAF     | 3             | 1                   |
| OFC          | 0             | 1                   |

## Seleções classificadas

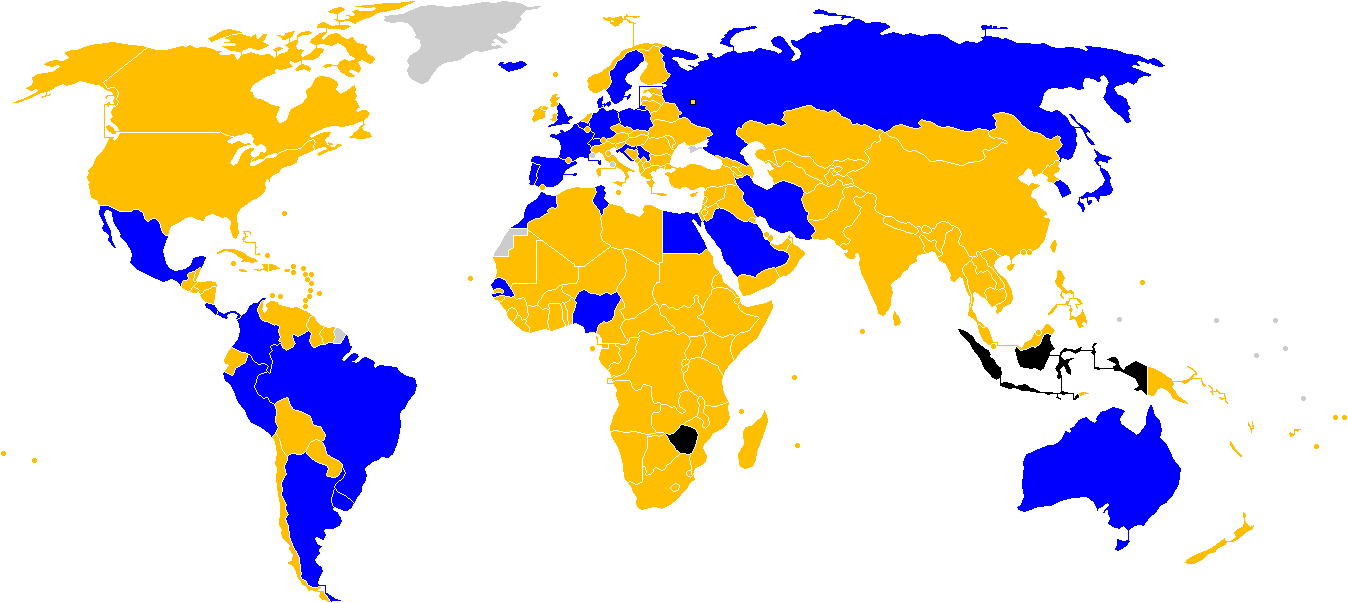
País classificado para a Copa do Mundo
País eliminado nas eliminatórias
País não participa ou foi expulso pela FIFA antes de jogar uma partida das eliminatórias
País não é membro da FIFA

| Confederação                | Seleção        | Conquista da Vaga              | Conquista da Vaga      | Participações | Participações  | Participações | Melhor resultado anterior               | Posição no Ranking da FIFA |
| Confederação                | Seleção        | Modo                           | Data                   | Total         | Con-secu-tivas | Última        | Melhor resultado anterior               | Posição no Ranking da FIFA |
| --------------------------- | -------------- | ------------------------------ | ---------------------- | ------------- | -------------- | ------------- | --------------------------------------- | -------------------------- |
| UEFA (13 vagas + país-sede) | Rússia         | País-sede                      | 2 de outubro de 2010   | 11ª           | 2              | 2014          | Quarto lugar (1966)                     | 65º                        |
| UEFA (13 vagas + país-sede) | França         | Vencedor do grupo A            | 10 de outubro de 2017  | 15ª           | 6              | 2014          | Campeão (1998)                          | 7º                         |
| UEFA (13 vagas + país-sede) | Portugal       | Vencedor do grupo B            | 10 de outubro de 2017  | 7ª            | 5              | 2014          | Terceiro lugar (1966)                   | 3º                         |
| UEFA (13 vagas + país-sede) | Alemanha       | Vencedor do grupo C            | 5 de outubro de 2017   | 19ª           | 17             | 2014          | Campeão (1954, 1974, 1990, 2014)        | 1º                         |
| UEFA (13 vagas + país-sede) | Sérvia         | Vencedor do grupo D            | 9 de outubro de 2017   | 12ª           | 1              | 2010          | Quarto lugar (1930, 1962)               | 38º                        |
| UEFA (13 vagas + país-sede) | Polónia        | Vencedor do grupo E            | 8 de outubro de 2017   | 8ª            | 1              | 2006          | Terceiro lugar (1974, 1982)             | 6º                         |
| UEFA (13 vagas + país-sede) | Inglaterra     | Vencedor do grupo F            | 5 de outubro de 2017   | 15ª           | 6              | 2014          | Campeão (1966)                          | 12º                        |
| UEFA (13 vagas + país-sede) | Espanha        | Vencedor do grupo G            | 6 de outubro de 2017   | 15ª           | 11             | 2014          | Campeão (2010)                          | 8º                         |
| UEFA (13 vagas + país-sede) | Bélgica        | Vencedor do grupo H            | 3 de setembro de 2017  | 12ª           | 2              | 2014          | Quarto lugar (1986)                     | 5º                         |
| UEFA (13 vagas + país-sede) | Islândia       | Vencedor do grupo I            | 9 de outubro de 2017   | 1ª            | 1              | –             | Estreante                               | 21º                        |
| UEFA (13 vagas + país-sede) | Suíça          | Vencedor da repescagem         | 12 de novembro de 2017 | 11ª           | 4              | 2014          | Quartas de final (1934, 1938, 1974)     | 11º                        |
| UEFA (13 vagas + país-sede) | Croácia        | Vencedor da repescagem         | 12 de novembro de 2017 | 5ª            | 2              | 2014          | Terceiro lugar (1998)                   | 18º                        |
| UEFA (13 vagas + país-sede) | Suécia         | Vencedor da repescagem         | 13 de novembro de 2017 | 12ª           | 1              | 2006          | Vice-campeão (1958)                     | 25º                        |
| UEFA (13 vagas + país-sede) | Dinamarca      | Vencedor da repescagem         | 14 de novembro de 2017 | 5ª            | 1              | 2010          | Quartas-de-final (1998)                 | 19º                        |
| AFC (4 vagas + 1)           | Irã            | Vencedor do grupo A            | 12 de junho de 2017    | 5ª            | 2              | 2014          | Fase de grupos (1978, 1998, 2006, 2014) | 34º                        |
| AFC (4 vagas + 1)           | Coreia do Sul  | 2º colocado do grupo A         | 5 de setembro de 2017  | 10ª           | 9              | 2014          | Quarto lugar (2002)                     | 62º                        |
| AFC (4 vagas + 1)           | Japão          | Vencedor do grupo B            | 31 de agosto de 2017   | 6ª            | 6              | 2014          | Oitavas de final (2002, 2010)           | 44º                        |
| AFC (4 vagas + 1)           | Arábia Saudita | 2º colocado do grupo B         | 5 de setembro de 2017  | 4ª            | 1              | 2006          | Oitavas de final (1994)                 | 63º                        |
| AFC (4 vagas + 1)           | Austrália      | Venc. da rep. intercontinental | 15 de novembro de 2017 | 5ª            | 4              | 2014          | Oitavas-de-final (2006)                 | 43º                        |
| CAF (5 vagas)               | Tunísia        | Vencedor do grupo A            | 11 de novembro de 2017 | 5ª            | 1              | 2006          | Fase de grupos (1978, 1998, 2002, 2006) | 28º                        |
| CAF (5 vagas)               | Nigéria        | Vencedor do grupo B            | 7 de outubro de 2017   | 6ª            | 3              | 2014          | Oitavas de final (1994, 1998, 2014)     | 41º                        |
| CAF (5 vagas)               | Marrocos       | Vencedor do grupo C            | 11 de novembro de 2017 | 5ª            | 1              | 1998          | Oitavas de final (1986)                 | 48º                        |
| CAF (5 vagas)               | Senegal        | Vencedor do grupo D            | 10 de novembro de 2017 | 2ª            | 1              | 2002          | Quartas de final (2002)                 | 32º                        |
| CAF (5 vagas)               | Egito          | Vencedor do grupo E            | 8 de outubro de 2017   | 3ª            | 1              | 1990          | Oitavas de final (1934)                 | 30º                        |
| CONCACAF (3 vagas)          | México         | Vencedor da quinta fase        | 1 de setembro de 2017  | 16ª           | 7              | 2014          | Quartas de final (1970, 1986)           | 16º                        |
| CONCACAF (3 vagas)          | Costa Rica     | 2º colocado da quinta fase     | 7 de outubro de 2017   | 5ª            | 2              | 2014          | Quartas de final (2014)                 | 22º                        |
| CONCACAF (3 vagas)          | Panamá         | 3º colocado da quinta fase     | 10 de outubro de 2017  | 1ª            | 1              | –             | Estreante                               | 49º                        |
| CONMEBOL (4 vagas + 1)      | Brasil         | Vencedor da fase única         | 29 de março de 2017    | 21ª           | 21             | 2014          | Campeão (1958, 1962, 1970, 1994, 2002)  | 2º                         |
| CONMEBOL (4 vagas + 1)      | Uruguai        | 2º colocado na fase única      | 10 de outubro de 2017  | 13ª           | 3              | 2014          | Campeão (1930, 1950)                    | 17º                        |
| CONMEBOL (4 vagas + 1)      | Argentina      | 3º colocado na fase única      | 10 de outubro de 2017  | 17ª           | 11             | 2014          | Campeão (1978, 1986)                    | 4º                         |
| CONMEBOL (4 vagas + 1)      | Colômbia       | 4º colocado na fase única      | 10 de outubro de 2017  | 6ª            | 2              | 2014          | Quartas de final (2014)                 | 13º                        |
| CONMEBOL (4 vagas + 1)      | Peru           | Venc. da rep. intercontinental | 15 de novembro de 2017 | 5ª            | 1              | 1982          | Quartas de final (1970)                 | 10º                        |

## Resumo da qualificação
| Confederação | Equipes Participantes das Eliminatórias | Equipes Participantes das Eliminatórias | Equipes Participantes das Eliminatórias | Equipes Participantes das Eliminatórias | Vagas     | Vagas  | Encerramento das eliminatórias |
| Confederação | Iniciais                                | Classificadas                           | Com chance incerta de classificação     | Desclassificadas                        | Restantes | Totais | Encerramento das eliminatórias |
| ------------ | --------------------------------------- | --------------------------------------- | --------------------------------------- | --------------------------------------- | --------- | ------ | ------------------------------ |
| AFC          | 46                                      | 5                                       | 0                                       | 41                                      | 0         | 5      | 15 de Novembro de 2017         |
| CAF          | 53                                      | 5                                       | 0                                       | 48                                      | 0         | 5      | 14 de Novembro de 2017         |
| CONCACAF     | 35                                      | 3                                       | 0                                       | 32                                      | 0         | 3      | 15 de Novembro de 2017         |
| CONMEBOL     | 10                                      | 5                                       | 0                                       | 5                                       | 0         | 5      | 16 de Novembro de 2017         |
| OFC          | 11                                      | 0                                       | 0                                       | 11                                      | 0         | 0      | 16 de Novembro de 2017         |
| UEFA         | 54+1                                    | 13+1                                    | 0                                       | 41                                      | 0         | 13+1   | 14 de Novembro de 2017         |
| TOTAL        | 209+1                                   | 31+1                                    | 0                                       | 179                                     | 0         | 31+1   | 16 de Novembro de 2017         |

## Eliminatórias

### Ásia
A estrutura da qualificação foi aprovada pela AFC em 16 de abril de 2014.
- Primeira fase: Um total de 12 equipes (ranqueadas de 35-46 no Ranking da FIFA) jogaram play-offs em casa e fora contra suas respectivas equipes.
- Segunda fase: Um total de 40 equipes (ranqueadas de 1-34 no Ranking da FIFA e os seis vencedores da primeira fase) foram divididos em oito grupos de cinco seleções cada, onde as seleções se enfrentam em casa e fora. As oito primeiras colocadas, mais os quatro melhores segundos colocados, avançaram para a terceira fase de qualificação, bem como classificaram para a Copa da Ásia de 2019.
- Terceira fase: Os 12 times foram divididos em dois grupos de seis seleções, onde as seleções se enfrentam em casa e fora. As duas melhores equipes de cada grupo qualificam-se para a Copa do Mundo FIFA de 2018, e os dois terceiros colocados equipes avançaram para a quarta fase.
- Quarta fase (play-off para a repescagem): Os dois terceiros colocados em cada grupo, a partir da terceira fase jogaram contra si, em casa e fora, para definir quem disputará a repescagem intercontinental.

As 24 melhores equipes eliminadas das eliminatórias na segunda fase serão divididas em seis grupos de quatro seleções cada grupo e irão se enfrentar para as vagas restantes para a Copa da Ásia de 2019 (a terceira fase das qualificações para a Copa da Ásia de 2019 será separada da terceira fase das eliminatórias para a Copa do Mundo).

#### Processo classificatório

##### Primeira fase
|  | Classificada para a segunda fase                                    |
|  | Eliminada das possibilidades de participar da Copa do Mundo de 2018 |

| Primeira fase |        |           |
| Índia         | 2–0    | Nepal     |
| Iêmen         | 3–1    | Paquistão |
| Timor-Leste   | 0–6[G] | Mongólia  |
| Camboja       | 4–1    | Macau     |
| Taipé Chinês  | 2–1    | Brunei    |
| Sri Lanka     | 1–3    | Butão     |

##### Segunda fase
O sorteio para esta fase ocorreu em 14 de abril de 2015 na sede da Confederação Asiática de Futebol em Kuala Lumpur na Malásia.
|  | Classificada para a terceira fase                                   |
|  | Eliminada das possibilidades de participar da Copa do Mundo de 2018 |

| Grupo A                | Grupo A | Grupo A |
| Equipe                 | Pts     | Jogos   |
| ---------------------- | ------- | ------- |
| Arábia Saudita         | 20      | 8       |
| Emirados Árabes Unidos | 17      | 8       |
| Palestina              | 14      | 8       |
| Malásia                | 6       | 8       |
| Timor-Leste            | 0[G]    | 8       |

| Grupo B      | Grupo B | Grupo B |
| Equipe       | Pts     | Jogos   |
| ------------ | ------- | ------- |
| Austrália    | 21      | 8       |
| Jordânia     | 16      | 8       |
| Quirguistão  | 14      | 8       |
| Tadjiquistão | 5       | 8       |
| Bangladesh   | 1       | 8       |

| Grupo C   | Grupo C | Grupo C |
| Equipe    | Pts     | Jogos   |
| --------- | ------- | ------- |
| Catar     | 21      | 8       |
| China     | 17      | 8       |
| Hong Kong | 14      | 8       |
| Maldivas  | 6       | 8       |
| Butão     | 0       | 8       |

| Grupo D       | Grupo D | Grupo D |
| Equipe        | Pts     | Jogos   |
| ------------- | ------- | ------- |
| Irã           | 20      | 8       |
| Omã           | 14      | 8       |
| Turcomenistão | 13      | 8       |
| Guam          | 7       | 8       |
| Índia         | 3       | 8       |

| Grupo E     | Grupo E | Grupo E |
| Equipe      | Pts     | Jogos   |
| ----------- | ------- | ------- |
| Japão       | 22      | 8       |
| Síria       | 18      | 8       |
| Singapura   | 10      | 8       |
| Afeganistão | 9       | 8       |
| Camboja     | 0       | 8       |

| Grupo F      | Grupo F | Grupo F |
| Equipe       | Pts     | Jogos   |
| ------------ | ------- | ------- |
| Tailândia    | 14      | 6       |
| Iraque       | 12      | 6       |
| Vietnã       | 7       | 6       |
| Taipé Chinês | 0       | 6       |
| Indonésia    | 0       | 0       |

| Grupo G       | Grupo G | Grupo G |
| Equipe        | Pts     | Jogos   |
| ------------- | ------- | ------- |
| Coreia do Sul | 24      | 8       |
| Líbano        | 11      | 8       |
| Kuwait        | 10      | 8       |
| Myanmar       | 8       | 8       |
| Laos          | 4       | 8       |

| Grupo H         | Grupo H | Grupo H |
| Equipe          | Pts     | Jogos   |
| --------------- | ------- | ------- |
| Uzbequistão     | 21      | 8       |
| Coreia do Norte | 16      | 8       |
| Filipinas       | 10      | 8       |
| Bahrein         | 9       | 8       |
| Iêmen           | 3       | 8       |

Notas
- G. ^  O Timor-Leste venceu a partida de ida por 4–1 e a de volta por 1–0 e assim vencendo por 5–1 no agregado diante da Mongólia para avançar a segunda fase. Porém em 12 de dezembro de 2017 a FIFA declarou a Mongólia como vencedora nos dois jogos por 3–0 devido Timor-Leste escalar vários jogadores irregulares.[36] No entanto, isto foi muito depois da segunda fase ter sido jogada, então Timor-Leste avançou e a Mongólia não foi reintegrada nas eliminatórias. O Timor Leste também foi punido e declarado derrotado em 5 (4 deles por 3-0, apenas o 7-0 da Arábia Saudita se manteve o resultado original) das 8 partidas da Segunda Fase por atuação desses mesmos jogadores irregulares, perdendo assim seus únicos dois pontos conquistados, nos empates com a Palestina e com a Malásia.

##### Terceira fase
O sorteio para esta fase ocorreu em 12 de abril de 2016 na sede da Confederação Asiática de Futebol em Kuala Lumpur na Malásia.
|  | Classificada para Copa do Mundo de 2018                             |
|  | Classificada ao play-off para a repescagem (quarta fase)            |
|  | Eliminada das possibilidades de participar da Copa do Mundo de 2018 |

| Grupo A       | Grupo A | Grupo A |
| Equipe        | Pts     | Jogos   |
| ------------- | ------- | ------- |
| Irã           | 22      | 10      |
| Coreia do Sul | 15      | 10      |
| Síria         | 13      | 10      |
| Uzbequistão   | 13      | 10      |
| China         | 12      | 10      |
| Catar         | 7       | 10      |

| Grupo B                | Grupo B | Grupo B |
| Equipe                 | Pts     | Jogos   |
| ---------------------- | ------- | ------- |
| Japão                  | 20      | 10      |
| Arábia Saudita         | 19      | 10      |
| Austrália              | 19      | 10      |
| Emirados Árabes Unidos | 13      | 10      |
| Iraque                 | 11      | 10      |
| Tailândia              | 2       | 10      |

##### Quarta fase
|  | Classificada para a repescagem intercontinental (quinta fase)       |
|  | Eliminada das possibilidades de participar da Copa do Mundo de 2018 |

| Quarta fase |       |           |         |           |
| Seleção 1   | Total | Seleção 2 | 1º Jogo | 2º Jogo   |
| Síria       | 2–3   | Austrália | 1–1     | 1–2 (pro) |

### África
O formato das eliminatórias foi anunciado em 22 de janeiro de 2015, começou com uma primeira fase disputada por 26 seleções (piores classificadas no ranking da FIFA), divididas em 13 confrontos eliminatórios de ida e volta que foram realizados entre 5 e 13 de outubro de 2015. Os jogos foram definidos em sorteio realizado na Rússia em 25 de julho de 2015.

#### Processo classificatório
O sorteio para esta fase foi realizado como parte do sorteio preliminar da Copa do Mundo de 2018 em 25 de julho de 2015 em São Petersburgo na Rússia.

##### Primeira fase
|  | Classificada a segunda fase                                         |
|  | Eliminada das possibilidades de participar da Copa do Mundo de 2018 |

| Primeira fase             |     |              |
| Somália                   | 0–6 | Níger        |
| Sudão do Sul              | 1–5 | Mauritânia   |
| Gâmbia                    | 2–3 | Namíbia      |
| São Tomé e Príncipe       | 1–3 | Etiópia      |
| Chade                     | 2–2 | Serra Leoa   |
| Comores                   | 1–1 | Lesoto       |
| Djibouti                  | 1–8 | Essuatíni    |
| Eritreia                  | 1–5 | Botsuana     |
| Seicheles                 | 0–3 | Burundi      |
| Libéria                   | 4–2 | Guiné-Bissau |
| República Centro-Africana | 2–5 | Madagascar   |
| Maurícia                  | 2–5 | Quénia       |
| Tanzânia                  | 2–1 | Malawi       |

##### Segunda fase
|  | Classificada a terceira fase                                        |
|  | Eliminada das possibilidades de participar da Copa do Mundo de 2018 |

| Segunda fase |     |                  |
| Níger        | 0–3 | Camarões         |
| Mauritânia   | 2–4 | Tunísia          |
| Namíbia      | 0–3 | Guiné            |
| Etiópia      | 4–6 | Congo            |
| Chade        | 1–4 | Egito            |
| Comores      | 0–2 | Gana             |
| Essuatíni    | 0–2 | Nigéria          |
| Botsuana     | 2–3 | Mali             |
| Burundi      | 2–6 | RD Congo         |
| Libéria      | 0–4 | Costa do Marfim  |
| Madagascar   | 2–5 | Senegal          |
| Quénia       | 1–2 | Cabo Verde       |
| Tanzânia     | 2–9 | Argélia          |
| Sudão        | 0–3 | Zâmbia           |
| Líbia        | 4–1 | Ruanda           |
| Marrocos     | 2–1 | Guiné Equatorial |
| Moçambique   | 1–1 | Gabão            |
| Benim        | 2–3 | Burquina Fasso   |
| Togo         | 0–4 | Uganda           |
| Angola       | 1–4 | África do Sul    |

##### Terceira fase
O sorteio para esta fase foi realizado em Cairo, Egito, no dia 24 de junho de 2016. Os jogos foram disputados entre outubro de 2016 e novembro de 2017. Os primeiros colocados de cada grupo se classificaram para a Copa do Mundo de 2018.
|  | Classificada a Copa do Mundo FIFA de 2018                           |
|  | Eliminada das possibilidades de participar da Copa do Mundo de 2018 |

| Grupo A  | Grupo A | Grupo A |
| Equipe   | Pts     | Jogos   |
| -------- | ------- | ------- |
| Tunísia  | 14      | 6       |
| RD Congo | 13      | 6       |
| Líbia    | 4       | 6       |
| Guiné    | 3       | 6       |

| Grupo B  | Grupo B | Grupo B |
| Equipe   | Pts     | Jogos   |
| -------- | ------- | ------- |
| Nigéria  | 13      | 6       |
| Zâmbia   | 8       | 6       |
| Camarões | 7       | 6       |
| Argélia  | 4       | 6       |

| Grupo C         | Grupo C | Grupo C |
| Equipe          | Pts     | Jogos   |
| --------------- | ------- | ------- |
| Marrocos        | 12      | 6       |
| Costa do Marfim | 8       | 6       |
| Gabão           | 6       | 6       |
| Mali            | 4       | 6       |

| Grupo D        | Grupo D | Grupo D |
| Equipe         | Pts     | Jogos   |
| -------------- | ------- | ------- |
| Senegal        | 14      | 6       |
| Burquina Fasso | 9       | 6       |
| Cabo Verde     | 6       | 6       |
| África do Sul  | 4       | 6       |

| Grupo E | Grupo E | Grupo E |
| Equipe  | Pts     | Jogos   |
| ------- | ------- | ------- |
| Egito   | 13      | 6       |
| Uganda  | 9       | 6       |
| Gana    | 7       | 6       |
| Congo   | 2       | 6       |

### América do Norte, América Central e Caribe
A zona da CONCACAF começou com uma fase preliminar, disputada entre as seleções ranqueadas entre 22º e 35º no sistema eliminatório em jogos de ida e volta, realizados em março de 2015. Na segunda fase, entraram as equipes ranqueadas entre 9º e 21º, mais as sete seleções classificadas da fase anterior no sistema eliminatório em jogos de ida e volta, realizados em junho de 2015. Os ganhadores de cada partida avançaram para a terceira fase, onde entram o 7º e 8º da CONCACAF no ranking da FIFA.
Ainda em sistema eliminatório em jogos de ida e volta, as 12 seleções participaram da terceira fase, onde seis serão classificadas para a quarta fase, onde se juntarão também às seleções qualificadas entre 1º e 6º. Foram três grupos de quatro seleções cada um, dos quais os dois mais bem classificados avançaram para a quinta fase. Na quinta fase, as seis seleções se enfrentaram entre si em apenas um grupo, sendo os três primeiros colocados classificados diretamente para a Copa do Mundo FIFA de 2018, e o quarto colocado disputou a repescagem intercontinental com o representante da Ásia.

#### Processo classificatório
Os cruzamentos da primeira rodada das eliminatórias foram divulgados pela CONCACAF em 15 de janeiro de 2015.

##### Primeira fase
|  | Classificada a segunda fase                                         |
|  | Eliminada das possibilidades de participar da Copa do Mundo de 2018 |

| Primeira fase            |      |                          |
| Bahamas                  | 0–8  | Bermudas                 |
| Ilhas Virgens Britânicas | 2–3  | Dominica                 |
| Barbados                 | 4–1  | Ilhas Virgens Americanas |
| São Cristóvão e Neves    | 12–4 | Turcas e Caicos          |
| Nicarágua                | 8–0  | Anguila                  |
| Belize                   | 1–1  | Ilhas Caimã              |
| Curaçau                  | 4–3  | Monserrate               |

##### Segunda fase
As equipes classificadas entre 9 e 21 no ranking de seleções da FIFA de agosto de 2014, disputaram esta fase eliminatória em partidas de ida e volta. Os vencedores avançaram para a terceira fase.
|  | Equipe classificada a terceira fase                                 |
|  | Eliminado das possibilidades de participar da Copa do Mundo de 2018 |

| Segunda fase             |     |             |
| São Vicente e Granadinas | 6–6 | Guiana      |
| Antígua e Barbuda        | 5–4 | Santa Lúcia |
| Porto Rico               | 1–2 | Granada     |
| Dominica                 | 0–6 | Canadá      |
| República Dominicana     | 1–5 | Belize      |
| Guatemala                | 1–0 | Bermudas    |
| Aruba                    | 3–2 | Barbados    |
| São Cristóvão e Neves    | 3–6 | El Salvador |
| Curaçau                  | 1–1 | Cuba        |
| Nicarágua                | 4–1 | Suriname    |

##### Terceira fase
O sorteio para a terceira fase foi realizado em 25 de julho de 2015 em São Petersburgo na Rússia. As partidas foram disputadas entre 4 e 8 de setembro de 2015. Os vencedores avançaram para a quarta fase.
|  | Classificada a quarta fase                                          |
|  | Eliminada das possibilidades de participar da Copa do Mundo de 2018 |

| Terceira fase            |     |             |
| Curaçau                  | 0–2 | El Salvador |
| Canadá                   | 4–1 | Belize      |
| Granada                  | 1–6 | Haiti       |
| Jamaica                  | 4–3 | Nicarágua   |
| São Vicente e Granadinas | 3–2 | Aruba       |
| Antígua e Barbuda        | 1–2 | Guatemala   |

##### Quarta fase
O sorteio para a quarta fase foi realizado em 25 de julho de 2015 em São Petersburgo na Rússia. Após as seleções se enfrentarem em mata-matas na terceira fase, as classificadas se juntaram às seis mais bem ranqueadas na quarta etapa, em que dois times passaram de cada grupo. 
|  | Classificada a quinta fase                                          |
|  | Eliminada das possibilidades de participar da Copa do Mundo de 2018 |

| Grupo A     | Grupo A | Grupo A |
| Equipe      | Pts     | Jogos   |
| ----------- | ------- | ------- |
| México      | 16      | 6       |
| Honduras    | 8       | 6       |
| Canadá      | 7       | 6       |
| El Salvador | 2       | 6       |

| Grupo B    | Grupo B | Grupo B |
| Equipe     | Pts     | Jogos   |
| ---------- | ------- | ------- |
| Costa Rica | 16      | 6       |
| Panamá     | 10      | 6       |
| Haiti      | 4       | 6       |
| Jamaica    | 4       | 6       |

| Grupo C                  | Grupo C | Grupo C |
| Equipe                   | Pts     | Jogos   |
| ------------------------ | ------- | ------- |
| Estados Unidos           | 13      | 6       |
| Trinidad e Tobago        | 11      | 6       |
| Guatemala                | 10      | 6       |
| São Vicente e Granadinas | 0       | 6       |

##### Quinta fase
|  | Classificada a Copa do Mundo de 2018                                |
|  | Classificada a repescagem intercontinental (sexta fase)             |
|  | Eliminada das possibilidades de participar da Copa do Mundo de 2018 |

| Equipe            | Pts | Jogos |
| ----------------- | --- | ----- |
| México            | 21  | 10    |
| Costa Rica        | 16  | 10    |
| Panamá            | 13  | 10    |
| Honduras          | 13  | 10    |
| Estados Unidos    | 12  | 10    |
| Trinidad e Tobago | 6   | 10    |

| Pos | Equipe    | Pts | J  | V  | E | D  | GP | GC | SG  | Classificado                |  | BRA | URU | ARG | COL | PER    | CHI | PAR | ECU | BOL    | VEN |
| --- | --------- | --- | -- | -- | - | -- | -- | -- | --- | --------------------------- |  | --- | --- | --- | --- | ------ | --- | --- | --- | ------ | --- |
| 1   | Brasil    | 41  | 18 | 12 | 5 | 1  | 41 | 11 | +30 | Copa do Mundo de 2018       |  | —   | 2–2 | 3–0 | 2–1 | 3–0    | 3–0 | 3–0 | 2–0 | 5–0    | 3–1 |
| 2   | Uruguai   | 31  | 18 | 9  | 4 | 5  | 32 | 20 | +12 | Copa do Mundo de 2018       |  | 1–4 | —   | 0–0 | 3–0 | 1–0    | 3–0 | 4–0 | 2–1 | 4–2    | 3–0 |
| 3   | Argentina | 28  | 18 | 7  | 7 | 4  | 19 | 16 | +3  | Copa do Mundo de 2018       |  | 1–1 | 1–0 | —   | 3–0 | 0–0    | 1–0 | 0–1 | 0–2 | 2–0    | 1–1 |
| 4   | Colômbia  | 27  | 18 | 7  | 6 | 5  | 21 | 19 | +2  | Copa do Mundo de 2018       |  | 1–1 | 2–2 | 0–1 | —   | 2–0    | 0–0 | 1–2 | 3–1 | 1–0    | 2–0 |
| 5   | Peru      | 26  | 18 | 7  | 5 | 6  | 27 | 26 | +1  | Repescagem intercontinental |  | 0–2 | 2–1 | 2–2 | 1–1 | —      | 3–4 | 1–0 | 2–1 | 2–1    | 2–2 |
| 6   | Chile     | 26  | 18 | 8  | 2 | 8  | 26 | 27 | −1  | Eliminados                  |  | 2–0 | 3–1 | 1–2 | 1–1 | 2–1    | —   | 0–3 | 2–1 | 3–0[a] | 3–1 |
| 7   | Paraguai  | 24  | 18 | 7  | 3 | 8  | 19 | 25 | −6  | Eliminados                  |  | 2–2 | 1–2 | 0–0 | 0–1 | 1–4    | 2–1 | —   | 2–1 | 2–1    | 0–1 |
| 8   | Equador   | 20  | 18 | 6  | 2 | 10 | 26 | 29 | −3  | Eliminados                  |  | 0–3 | 2–1 | 1–3 | 0–2 | 1–2    | 3–0 | 2–2 | —   | 2–0    | 3–0 |
| 9   | Bolívia   | 14  | 18 | 4  | 2 | 12 | 16 | 38 | −22 | Eliminados                  |  | 0–0 | 0–2 | 2–0 | 2–3 | 0–3[a] | 1–0 | 1–0 | 2–2 | —      | 4–2 |
| 10  | Venezuela | 12  | 18 | 2  | 6 | 10 | 19 | 35 | −16 | Eliminados                  |  | 0–2 | 0–0 | 2–2 | 0–0 | 2–2    | 1–4 | 0–1 | 1–3 | 5–0    | —   |

| Pos | Equipe        | Pts | J  | V | E | D | GP | GC | SG  | Classificado                              |  | FRA | SWE | NED | BUL | LUX | BLR |
| --- | ------------- | --- | -- | - | - | - | -- | -- | --- | ----------------------------------------- |  | --- | --- | --- | --- | --- | --- |
| 1   | França        | 23  | 10 | 7 | 2 | 1 | 18 | 6  | +12 | qualificadas para a Copa do Mundo de 2018 |  | —   | 2–1 | 4–0 | 4–1 | 0–0 | 2–1 |
| 2   | Suécia        | 19  | 10 | 6 | 1 | 3 | 26 | 9  | +17 | qualificadas para a segunda fase          |  | 2–1 | —   | 1–1 | 3–0 | 8–0 | 4–0 |
| 3   | Países Baixos | 19  | 10 | 6 | 1 | 3 | 21 | 12 | +9  | Eliminado                                 |  | 0–1 | 2–0 | —   | 3–1 | 5–0 | 4–1 |
| 4   | Bulgária      | 13  | 10 | 4 | 1 | 5 | 14 | 19 | −5  | Eliminado                                 |  | 0–1 | 3–2 | 2–0 | —   | 4–3 | 1–0 |
| 5   | Luxemburgo    | 6   | 10 | 1 | 3 | 6 | 8  | 26 | −18 | Eliminado                                 |  | 1–3 | 0–1 | 1–3 | 1–1 | —   | 1–0 |
| 6   | Bielorrússia  | 5   | 10 | 1 | 2 | 7 | 6  | 21 | −15 | Eliminado                                 |  | 0–0 | 0–4 | 3–1 | 2–1 | 1–1 | —   |

| Pos | Equipe      | Pts | J  | V | E | D | GP | GC | SG  | Classificado                              |  | POR | SUI | HUN | FRO | LVA | AND |
| --- | ----------- | --- | -- | - | - | - | -- | -- | --- | ----------------------------------------- |  | --- | --- | --- | --- | --- | --- |
| 1   | Portugal    | 27  | 10 | 9 | 0 | 1 | 32 | 4  | +28 | qualificadas para a Copa do Mundo de 2018 |  | —   | 2–0 | 3–0 | 5–1 | 4–1 | 6–0 |
| 2   | Suíça       | 27  | 10 | 9 | 0 | 1 | 23 | 7  | +16 | qualificadas para a segunda fase          |  | 2–0 | —   | 5–2 | 2–0 | 1–0 | 3–0 |
| 3   | Hungria     | 13  | 10 | 4 | 1 | 5 | 14 | 14 | 0   | Eliminado                                 |  | 0–1 | 2–3 | —   | 1–0 | 3–1 | 4–0 |
| 4   | Ilhas Faroé | 9   | 10 | 2 | 3 | 5 | 4  | 16 | −12 | Eliminado                                 |  | 0–6 | 0–2 | 0–0 | —   | 0–0 | 1–0 |
| 5   | Letónia     | 7   | 10 | 2 | 1 | 7 | 7  | 18 | −11 | Eliminado                                 |  | 0–3 | 0–3 | 0–2 | 0–2 | —   | 4–0 |
| 6   | Andorra     | 4   | 10 | 1 | 1 | 8 | 2  | 23 | −21 | Eliminado                                 |  | 0–2 | 1–2 | 1–0 | 0–0 | 0–1 | —   |

| Pos | Equipe           | Pts | J  | V  | E | D  | GP | GC | SG  | Classificado                              |  | GER | NIR | CZE | NOR | AZE | SMR |
| --- | ---------------- | --- | -- | -- | - | -- | -- | -- | --- | ----------------------------------------- |  | --- | --- | --- | --- | --- | --- |
| 1   | Alemanha         | 30  | 10 | 10 | 0 | 0  | 43 | 4  | +39 | qualificadas para a Copa do Mundo de 2018 |  | —   | 2–0 | 3–0 | 6–0 | 5–1 | 7–0 |
| 2   | Irlanda do Norte | 19  | 10 | 6  | 1 | 3  | 17 | 6  | +11 | qualificadas para a segunda fase          |  | 1–3 | —   | 2–0 | 2–0 | 4–0 | 4–0 |
| 3   | Tchéquia         | 15  | 10 | 4  | 3 | 3  | 17 | 10 | +7  | Eliminado                                 |  | 1–2 | 0–0 | —   | 2–1 | 0–0 | 5–0 |
| 4   | Noruega          | 13  | 10 | 4  | 1 | 5  | 17 | 16 | +1  | Eliminado                                 |  | 0–3 | 1–0 | 1–1 | —   | 2–0 | 4–1 |
| 5   | Azerbaijão       | 10  | 10 | 3  | 1 | 6  | 10 | 19 | −9  | Eliminado                                 |  | 1–4 | 0–1 | 2–1 | 1–0 | —   | 5–1 |
| 6   | San Marino       | 0   | 10 | 0  | 0 | 10 | 2  | 51 | −49 | Eliminado                                 |  | 0–8 | 0–3 | 0–6 | 0–8 | 0–1 | —   |

| Pos | Equipe        | Pts | J  | V | E | D | GP | GC | SG  | Classificado                              |  | SRB | IRL | WAL | AUT | GEO | MDA |
| --- | ------------- | --- | -- | - | - | - | -- | -- | --- | ----------------------------------------- |  | --- | --- | --- | --- | --- | --- |
| 1   | Sérvia        | 21  | 10 | 6 | 3 | 1 | 20 | 10 | +10 | qualificadas para a Copa do Mundo de 2018 |  | —   | 2–2 | 1–1 | 3–2 | 1–0 | 3–0 |
| 2   | Irlanda       | 19  | 10 | 5 | 4 | 1 | 12 | 6  | +6  | qualificadas para a segunda fase          |  | 0–1 | —   | 0–0 | 1–1 | 1–0 | 2–0 |
| 3   | País de Gales | 17  | 10 | 4 | 5 | 1 | 13 | 6  | +7  | Eliminado                                 |  | 1–1 | 0–1 | —   | 1–0 | 1–1 | 4–0 |
| 4   | Áustria       | 15  | 10 | 4 | 3 | 3 | 14 | 12 | +2  | Eliminado                                 |  | 3–2 | 0–1 | 2–2 | —   | 1–1 | 2–0 |
| 5   | Geórgia       | 5   | 10 | 0 | 5 | 5 | 8  | 14 | −6  | Eliminado                                 |  | 1–3 | 1–1 | 0–1 | 1–2 | —   | 1–1 |
| 6   | Moldávia      | 2   | 10 | 0 | 2 | 8 | 4  | 23 | −19 | Eliminado                                 |  | 0–3 | 1–3 | 0–2 | 0–1 | 2–2 | —   |

| Pos | Equipe      | Pts | J  | V | E | D | GP | GC | SG  | Classificado                              |  | POL | DEN | MNE | ROU | ARM | KAZ |
| --- | ----------- | --- | -- | - | - | - | -- | -- | --- | ----------------------------------------- |  | --- | --- | --- | --- | --- | --- |
| 1   | Polónia     | 25  | 10 | 8 | 1 | 1 | 28 | 14 | +14 | qualificadas para a Copa do Mundo de 2018 |  | —   | 3–2 | 4–2 | 3–1 | 2–1 | 3–0 |
| 2   | Dinamarca   | 20  | 10 | 6 | 2 | 2 | 20 | 8  | +12 | qualificadas para a segunda fase          |  | 4–0 | —   | 0–1 | 1–1 | 1–0 | 4–1 |
| 3   | Montenegro  | 16  | 10 | 5 | 1 | 4 | 20 | 12 | +8  | Eliminado                                 |  | 1–2 | 0–1 | —   | 1–0 | 4–1 | 5–0 |
| 4   | Romênia     | 13  | 10 | 3 | 4 | 3 | 12 | 10 | +2  | Eliminado                                 |  | 0–3 | 0–0 | 1–1 | —   | 1–0 | 3–1 |
| 5   | Armênia     | 7   | 10 | 2 | 1 | 7 | 10 | 26 | −16 | Eliminado                                 |  | 1–6 | 1–4 | 3–2 | 0–5 | —   | 2–0 |
| 6   | Cazaquistão | 3   | 10 | 0 | 3 | 7 | 6  | 26 | −20 | Eliminado                                 |  | 2–2 | 1–3 | 0–3 | 0–0 | 1–1 | —   |

| Pos | Equipe     | Pts | J  | V | E | D | GP | GC | SG  | Classificado                              |  | ENG | SVK | SCO | SVN | LTU | MLT |
| --- | ---------- | --- | -- | - | - | - | -- | -- | --- | ----------------------------------------- |  | --- | --- | --- | --- | --- | --- |
| 1   | Inglaterra | 26  | 10 | 8 | 2 | 0 | 18 | 3  | +15 | qualificadas para a Copa do Mundo de 2018 |  | —   | 2–1 | 3–0 | 1–0 | 2–0 | 2–0 |
| 2   | Eslováquia | 18  | 10 | 6 | 0 | 4 | 17 | 7  | +10 | Eliminado                                 |  | 0–1 | —   | 3–0 | 1–0 | 4–0 | 3–0 |
| 3   | Escócia    | 18  | 10 | 5 | 3 | 2 | 17 | 12 | +5  | Eliminado                                 |  | 2–2 | 1–0 | —   | 1–0 | 1–1 | 2–0 |
| 4   | Eslovênia  | 15  | 10 | 4 | 3 | 3 | 12 | 7  | +5  | Eliminado                                 |  | 0–0 | 1–0 | 2–2 | —   | 4–0 | 2–0 |
| 5   | Lituânia   | 6   | 10 | 1 | 3 | 6 | 7  | 20 | −13 | Eliminado                                 |  | 0–1 | 1–2 | 0–3 | 2–2 | —   | 2–0 |
| 6   | Malta      | 1   | 10 | 0 | 1 | 9 | 3  | 25 | −22 | Eliminado                                 |  | 0–4 | 1–3 | 1–5 | 0–1 | 1–1 | —   |

| Pos | Equipe             | Pts | J  | V | E | D  | GP | GC | SG  | Classificado                              |  | ESP | ITA | ALB | ISR | MKD | LIE |
| --- | ------------------ | --- | -- | - | - | -- | -- | -- | --- | ----------------------------------------- |  | --- | --- | --- | --- | --- | --- |
| 1   | Espanha            | 28  | 10 | 9 | 1 | 0  | 36 | 3  | +33 | qualificadas para a Copa do Mundo de 2018 |  | —   | 3–0 | 3–0 | 4–1 | 4–0 | 8–0 |
| 2   | Itália             | 23  | 10 | 7 | 2 | 1  | 21 | 8  | +13 | qualificadas para a segunda fase          |  | 1–1 | —   | 2–0 | 1–0 | 1–1 | 5–0 |
| 3   | Albânia            | 13  | 10 | 4 | 1 | 5  | 10 | 13 | −3  | Eliminado                                 |  | 0–2 | 0–1 | —   | 0–3 | 2–1 | 2–0 |
| 4   | Israel             | 12  | 10 | 4 | 0 | 6  | 10 | 15 | −5  | Eliminado                                 |  | 0–1 | 1–3 | 0–3 | —   | 0–1 | 2–1 |
| 5   | Macedônia do Norte | 11  | 10 | 3 | 2 | 5  | 15 | 15 | 0   | Eliminado                                 |  | 1–2 | 2–3 | 1–1 | 1–2 | —   | 4–0 |
| 6   | Liechtenstein      | 3   | 13 | 0 | 3 | 10 | 1  | 39 | −38 | Eliminado                                 |  | 0–8 | 0–4 | 0–2 | 0–1 | 0–3 | —   |

| Pos | Equipe               | Pts | J  | V | E | D  | GP | GC | SG  | Classificado                              |  | BEL | GRE | BIH | EST | CYP | GIB |
| --- | -------------------- | --- | -- | - | - | -- | -- | -- | --- | ----------------------------------------- |  | --- | --- | --- | --- | --- | --- |
| 1   | Bélgica              | 28  | 10 | 9 | 1 | 0  | 43 | 6  | +37 | qualificadas para a Copa do Mundo de 2018 |  | —   | 1–1 | 4–0 | 8–1 | 4–0 | 9–0 |
| 2   | Grécia               | 19  | 10 | 5 | 4 | 1  | 17 | 6  | +11 | qualificadas para a segunda fase          |  | 1–2 | —   | 1–1 | 0–0 | 2–0 | 4–0 |
| 3   | Bósnia e Herzegovina | 17  | 10 | 5 | 2 | 3  | 24 | 13 | +11 | Eliminado                                 |  | 3–4 | 0–0 | —   | 5–0 | 2–0 | 5–0 |
| 4   | Estónia              | 11  | 10 | 3 | 2 | 5  | 13 | 19 | −6  | Eliminado                                 |  | 0–2 | 0–2 | 1–2 | —   | 1–0 | 4–0 |
| 5   | Chipre               | 10  | 10 | 3 | 1 | 6  | 9  | 18 | −9  | Eliminado                                 |  | 0–3 | 1–2 | 3–2 | 0–0 | —   | 3–1 |
| 6   | Gibraltar            | 0   | 10 | 0 | 0 | 10 | 3  | 47 | −44 | Eliminado                                 |  | 0–6 | 1–4 | 0–4 | 0–6 | 1–2 | —   |

| Pos | Equipe    | Pts | J  | V | E | D | GP | GC | SG  | Classificado                              |  | ISL | CRO | UKR | TUR | FIN | KVX |
| --- | --------- | --- | -- | - | - | - | -- | -- | --- | ----------------------------------------- |  | --- | --- | --- | --- | --- | --- |
| 1   | Islândia  | 22  | 10 | 7 | 1 | 2 | 16 | 7  | +9  | qualificadas para a Copa do Mundo de 2018 |  | —   | 1–0 | 2–0 | 2–0 | 3–2 | 2–0 |
| 2   | Croácia   | 20  | 10 | 6 | 2 | 2 | 15 | 4  | +11 | qualificadas para a segunda fase          |  | 2–0 | —   | 1–0 | 1–1 | 1–1 | 1–0 |
| 3   | Ucrânia   | 17  | 10 | 5 | 2 | 3 | 13 | 9  | +4  | Eliminado                                 |  | 1–1 | 0–2 | —   | 2–0 | 1–0 | 3–0 |
| 4   | Turquia   | 15  | 10 | 4 | 3 | 3 | 14 | 13 | +1  | Eliminado                                 |  | 0–3 | 1–0 | 2–2 | —   | 2–0 | 2–0 |
| 5   | Finlândia | 9   | 10 | 2 | 3 | 5 | 9  | 13 | −4  | Eliminado                                 |  | 1–0 | 0–1 | 1–2 | 2–2 | —   | 1–1 |
| 6   | Kosovo    | 1   | 10 | 0 | 1 | 9 | 3  | 24 | −21 | Eliminado                                 |  | 1–2 | 0–6 | 0–2 | 1–4 | 0–1 | —   |

|  | Classificada a Copa do Mundo FIFA de 2018                           |
|  | Eliminada das possibilidades de participar da Copa do Mundo de 2018 |

| Segunda fase     |       |           |         |         |
| Seleção 1        | Total | Seleção 2 | 1º Jogo | 2º Jogo |
| Irlanda do Norte | 0–1   | Suíça     | 0–1     | 0–0     |
| Croácia          | 4–1   | Grécia    | 4–1     | 0–0     |
| Dinamarca        | 5–1   | Irlanda   | 0–0     | 5–1     |
| Suécia           | 1–0   | Itália    | 1–0     | 0–0     |

|  | Classificada a Copa das Nações da OFC de 2016 (segunda fase)        |
|  | Eliminada das possibilidades de participar da Copa do Mundo de 2018 |

| Equipe          | Pts | Jogos |
| --------------- | --- | ----- |
| Samoa           | 6   | 3     |
| Samoa Americana | 6   | 3     |
| Ilhas Cook      | 6   | 3     |
| Tonga           | 0   | 3     |

|  | Classificada a terceira fase                                        |
|  | Eliminada das possibilidades de participar da Copa do Mundo de 2018 |

| Grupo A          | Grupo A | Grupo A |
| Equipe           | Pts     | Jogos   |
| ---------------- | ------- | ------- |
| Papua-Nova Guiné | 5       | 3       |
| Nova Caledônia   | 5       | 3       |
| Taiti            | 5       | 3       |
| Samoa            | 0       | 3       |

| Grupo B       | Grupo B | Grupo B |
| Equipe        | Pts     | Jogos   |
| ------------- | ------- | ------- |
| Nova Zelândia | 9       | 3       |
| Ilhas Salomão | 3       | 3       |
| Fiji          | 3       | 3       |
| Vanuatu       | 3       | 3       |

| Grupo A          | Grupo A | Grupo A |
| Equipe           | Pts     | Jogos   |
| ---------------- | ------- | ------- |
| Papua-Nova Guiné | 5       | 3       |
| Nova Caledônia   | 5       | 3       |
| Taiti            | 5       | 3       |
| Samoa            | 0       | 3       |

| Grupo B       | Grupo B | Grupo B |
| Equipe        | Pts     | Jogos   |
| ------------- | ------- | ------- |
| Nova Zelândia | 9       | 3       |
| Ilhas Salomão | 3       | 3       |
| Fiji          | 3       | 3       |
| Vanuatu       | 3       | 3       |

|  | Classificada para a quarta fase                                     |
|  | Eliminada das possibilidades de participar da Copa do Mundo de 2018 |

| Grupo A        | Grupo A | Grupo A |
| Equipe         | Pts     | Jogos   |
| -------------- | ------- | ------- |
| Nova Zelândia  | 10      | 4       |
| Nova Caledônia | 5       | 4       |
| Fiji           | 1       | 4       |

| Grupo B          | Grupo B | Grupo B |
| Equipe           | Pts     | Jogos   |
| ---------------- | ------- | ------- |
| Ilhas Salomão    | 9       | 4       |
| Taiti            | 6       | 4       |
| Papua-Nova Guiné | 3       | 4       |

| Grupo A        | Grupo A | Grupo A |
| Equipe         | Pts     | Jogos   |
| -------------- | ------- | ------- |
| Nova Zelândia  | 10      | 4       |
| Nova Caledônia | 5       | 4       |
| Fiji           | 1       | 4       |

| Grupo B          | Grupo B | Grupo B |
| Equipe           | Pts     | Jogos   |
| ---------------- | ------- | ------- |
| Ilhas Salomão    | 9       | 4       |
| Taiti            | 6       | 4       |
| Papua-Nova Guiné | 3       | 4       |

|  | Classificada para a repescagem intercontinental (quinta fase)       |
|  | Eliminada das possibilidades de participar da Copa do Mundo de 2018 |

| Quarta fase   |       |               |         |         |
| Seleção 1     | Total | Seleção 2     | 1º Jogo | 2º Jogo |
| Nova Zelândia | 8–3   | Ilhas Salomão | 6–1     | 2–2     |

## Repescagem intercontinental
Houve duas eliminatórias entre confederações para determinar as duas últimas seleções qualificadas definitivamente para a Copa do Mundo FIFA de 2018. As partidas de ida foram disputadas nos dias 10 e 11 de novembro, e as partidas de volta em 15 e 16 de novembro de 2017.
Os confrontos foram decididos no sorteio das qualificações preliminares que foi realizado em 25 de julho de 2015, no Palácio de Konstantinovsky em Strelna, São Petersburgo, Rússia.
|  | Classificada a Copa do Mundo FIFA de 2018                           |
|  | Eliminada das possibilidades de participar da Copa do Mundo de 2018 |

| Repescagem intercontinental |       |           |         |         |
| Seleção 1                   | Total | Seleção 2 | 1º Jogo | 2º Jogo |
| Honduras                    | 1–3   | Austrália | 0–0     | 1–3     |
| Nova Zelândia               | 0–2   | Peru      | 0–0     | 0–2     |